# Оверчук Олексій Логвинович
Олексій Логвинович Оверчук (нар 9 грудня 1964 року, Коростишів, Житомирська область, УРСР, СРСР) — російський політичний діяч. Заступник голови уряду Російської Федерації з 21 січня 2020 року. Дійсний державний радник РФ 2-го класу.

## Життєпис
Народився 9 грудня 1964 року в місті Коростишів Житомирської області.
У 1986 році закінчив Московську сільськогосподарську академію ім. К. А. Тімірязєва за спеціальністю «економічна кібернетика».
1986—1993 — старший лаборант, молодший науковий співробітник, науковий співробітник, старший науковий співробітник лабораторії вдосконалення господарського механізму АПК Московської сільськогосподарської академії ім. Тімірязєва.
У 1992 році захистив кандидатську дисертацію на тему «Організація управління кооперативною формою господарювання в АПК» в Московській сільськогосподарській академії імені К. А. Тімірязєва, кандидат економічних наук.
1993—1994 — головний спеціаліст Управління міжнародного співробітництва.
1994—1998 — заступник начальника міжнародного відділу Управління справами Президента РФ.
1998 — начальник відділу державної реєстрації прав на нерухомість управління Державного земельного кадастру та реєстрації нерухомості Державного комітету РФ із земельних ресурсів і землеустрою (Роскомзем).
1998 — начальник інформаційно-аналітичного управління Міністерства РФ із земельної політики, будівництва та житлово-комунального господарства.
1998—1999 — начальник інформаційно-аналітичного управління Державного земельного комітету РФ.
1999—2000 — начальник інформаційно-аналітичного управління Державного комітету РФ із земельної політики.
З серпня 2000 року — заступник керівника Федеральної служби земельного кадастру Росії, з 2004 року перетвореної в Роснедвіжімость. Саме в Роснедвіжімості, пізніше перетвореної в Росреестр, Михайло Мішустін і зайняв свій перший пост керівника держоргану, а в його підпорядкуванні опинився Оверчук.
З 2000 по 2007 рік — обирався членом бюро та заступником голови робочої групи з управління земельними ресурсами Європейської Економічної Комісії ООН. У 2007 році став заступником голови Федерального агентства з управління особливими економічними зонами під керівництвом Михайла Мішустіна, координував роботи по залученню інвесторів. З 2008 по 2010 рік — обіймав керівні посади в групі інвестиційних компаній UFG Capital Management, очолюваної Мішустіним. З березня 2011 року — заступник керівника Федеральної податкової служби. Координував і контролював діяльність управління стандартів і міжнародного співробітництва. На посаді заступника голови ФНС він, в тому числі, координував роботу з методологічного та організаційного забезпечення роботи відомства і територіальних податкових органів з питань застосування міжнародних договорів Росії про автоматичний обмін інформацією. З 21 січня 2020 року — заступник голови Уряду Російської Федерації. В сферу його відповідальності в уряді буде розвиток інформаційних технологій і телекома. Раніше відповідальним за розвиток ІКТ-галузі і цифрової економіки в уряді з травня 2018 року в ранзі віце-прем'єра виступав Максим Акімов, а до нього — Аркадій Дворкович, який 2018 року став головою ФІДЕ і фонду «Сколково». == Нагороди == * Медаль ордена «За заслуги перед Вітчизною» I ступеня (2017); * Медаль ордена «За заслуги перед Вітчизною» II ступеня (2014). == Санкції == З 9 червня 2022 року Україна запровадила санкції через вторгнення Росії в Україну.
З 16 грудня 2022 року, внесений до списку санкцій Євросоюза підтримку і реалізацію політики, що підриває територіальну цілісність, суверенітет і незалежність України.
З 24 лютого 2023 року внесений до санкційного списку Канади, як "еліта і близький соратник режиму".
Також внесений до санкційних списків Австралії, Швейцарії та Нової Зеландії.

## Сім'я
Його батько, Оверчук Логвин Олексійович (народився 7 листопада 1932 року) був секретарем Житомирського обкому КПУ, працював у Всеросійському науково-дослідному інституті економіки сільського господарства, був аташе російського посольства у Вашингтоні по сільському господарству. 
Його мати, Оверчук Неллі Олександрівна, народилася в квітні 1936 року, працювала у Всеросійському науково-дослідному інституті техніко-економічних досліджень агропромислового комплексу.